# プロンプサ
プロンプサ （Prompsat）は、フランス、オーヴェルニュ＝ローヌ＝アルプ地域圏、ピュイ＝ド＝ドーム県のコミューン。クレルモン＝フェラン人口密集地に含まれている。

## 歴史
フランス革命以前、プロンプサのサン・マルタン教区教会の聖職者の任命は、リオンにあるサンタマブルの参事会が責任を負っていた。一方で小修道院はエブルイユ修道院に属していた。

## 由来
村の名のラテン語名はPrompsiacumまたはProhensiacumである。その後徐々にフランス語化していき、Prohensac、Prohensat（1457年）、そして現在のプロンプサとなった。

## 人口統計
| 1962年 | 1968年 | 1975年 | 1982年 | 1990年 | 1999年 | 2006年 | 2012年 |
| ------ | ------ | ------ | ------ | ------ | ------ | ------ | ------ |
| 288    | 278    | 317    | 330    | 338    | 372    | 391    | 433    |

source=1999年までLdh/EHESS/Cassini、2004年以降INSEE

## ゆかりの人物
- エティエンヌ・クレマンテル（fr） - フランス第三共和政の首相